# Балка Капуцита
Балка Капуцита, Балка Панська — балка (річка) в Україні у Братському й Єланецькому районах Миколаївської області. Ліва притока балки Скаржинського Капуцита (басейн Південного Бугу).

## Опис
Довжина балки приблизно 11,49 км, найкоротша відстань між витоком і гирлом — 10,54 км, коефіцієнт звивистості річки — 1,09. Формується декількома струмками та загатами. На деяких ділянках балка пересихає.

## Розташування
Бере початок у селі Іванівка. Тече переважно на південний захід і у селі Великосербулівка впадає у балку Скаржинського Капуцита, праву притоку річки Солоної.

## Цікаві факти
- У XX столітті на балці існували водокачки та птице-тваринна ферма (ПТФ)[3], а в XIX столітті — багато вітряних млинів[1].